# جائزة روبرت كوخ للعلوم

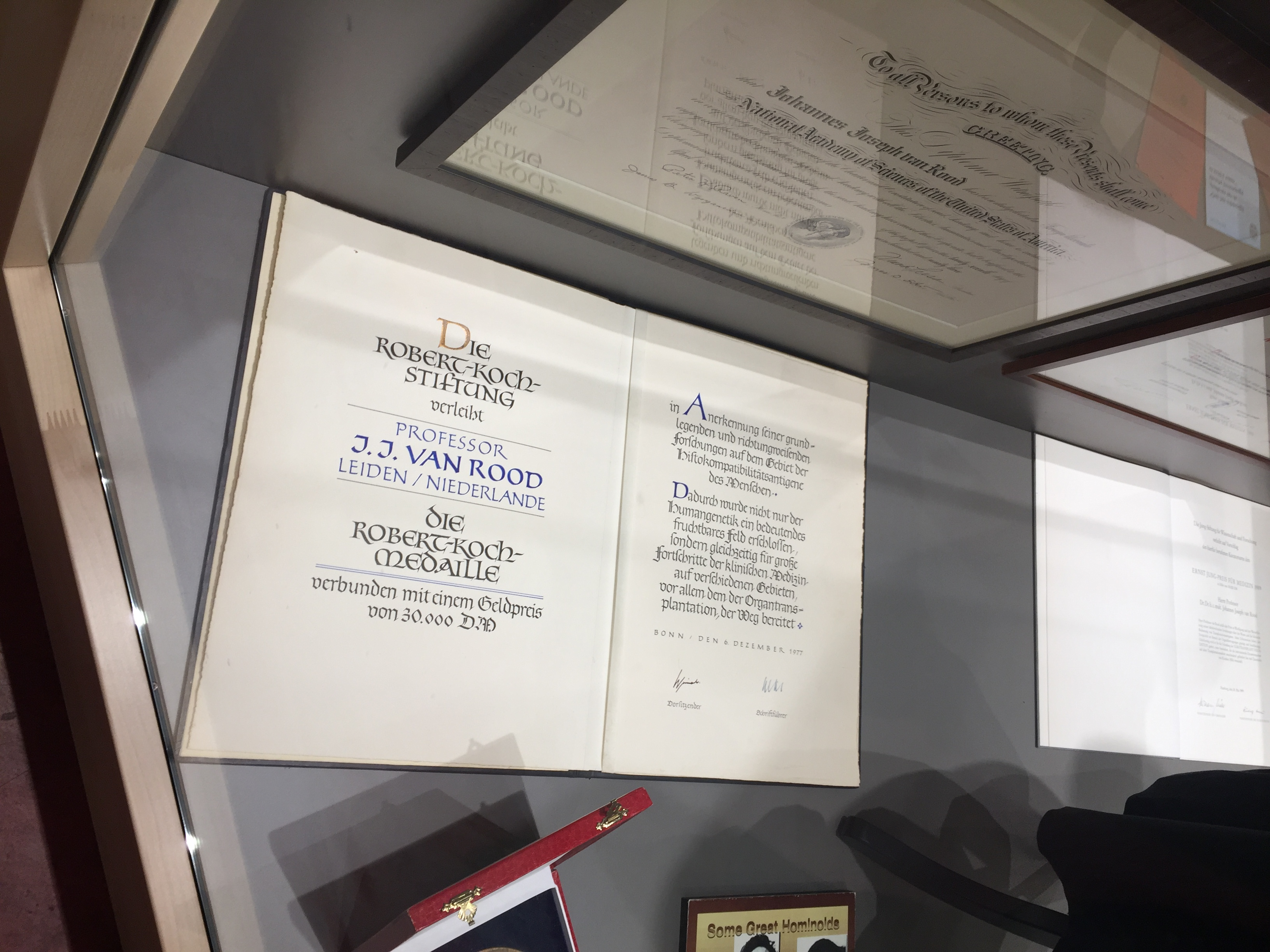
وسام روبرت كوخ 1977، لجون فان رود

ميدالية وجائزة روبرت كوخ Robert Koch) Medal and Award) هما جائزتان تُمنحان سنويًا من قبل Robert Koch Foundation [خطأ: تحقق من وسيط ورمز اللغة] الألمانية للتميز في العلوم الطبية الحيوية. نشأت هذه الجوائز نتيجة لمحاولات مبكرة قام بها الطبيب الألماني روبرت كوخ لجمع التمويل لدعم أبحاثه في مسببات وعلاج مرض السل. عندما اكتشف كوخ البكتيريا ( المتفطرة السلية ) المسؤولة عن المرض المروع، سرعان ما اكتسب دعمًا دوليًا، بما في ذلك دعما ماديا بقيمة 500 ألف مارك ذهبي من رجل الأعمال الأمريكي الاسكتلندي أندرو كارنيجي .

## جائزة روبرت كوخ
منذ عام 1970، منحت مؤسسة روبرت كوخ جوائز للتقدم الكبير في العلوم الطبية الحيوية، وخاصة في مجالات علم الأحياء الدقيقة وعلم المناعة . لقد زادت مكانة هذه الجائزة على مدى العقود الماضية حتى أصبحت تعتبر الآن على نطاق واسع الجائزة العلمية الدولية الرائدة في هذا المجال. وكما وصف أحد أعضاء لجنة التحكيم للجائزة، فإن اللجنة تسأل في كثير من الأحيان: "لو كان روبرت كوخ حيا اليوم على ماذا سوف يوجه انتباهه؟ "في إشارة إلى الأبحاث التي ينبغي منحها الاعتراف حاليا."
تعتبر جائزة روبرت كوخ المميزة بشكل عام واحدة من الخطوات الأساسية (إلى جانب جوائز أخرى مثل جائزة لاسكر ) للاعتراف بجائزة نوبل للعلماء في مجالات علم الأحياء الدقيقة وعلم المناعة، وأصبح عدد من الفائزين بجائزة روبرت كوخ لاحقًا حائزين على جائزة نوبل، مثل سيزار ميلشتاين وسوسومو تونيغاوا وهارالد زور هاوزن . ومن بين الحائزين الآخرين على الجائزة ألبرت سابين ، وجوناس سالك ، وجون إندرز لعملهم الرائد في تطوير لقاحات شلل الأطفال. تم تكريم إندرز فقط بجائزة نوبل، إلى جانب توماس هاكل ويلر وفريدريك تشابمان روبينز.
يتم تقديم جائزتين منفصلتين لروبرت كوخ سنويًا: الميدالية الذهبية للتميز المتراكم في مجال البحث الطبي الحيوي وجائزة روبرت كوخ، والتي تبلغ قيمتها 120 ألف يورو، لاكتشاف كبير في مجال العلوم الطبية الحيوية.

## الفائزون بجائزة روبرت كوخ منذ عام 1960
المصدر: 

## روابط خارجية
- مؤسسة روبرت كوخ